# Кэннон, Джо
Джо́зеф Кэ́ннон (англ. Joseph Cannon; 1 января 1975, Сан-Валли, Айдахо, США) — американский футболист, вратарь.

## Карьера игрока

### Молодёжная карьера
Калифорнийский университет в Санта-Барбаре Кэннон покинул после первого курса обучения. За университетскую футбольную команду «Ю-си Санта-Барбара Гаучос» в сезоне NCAA 1993 сыграл 11 матчей, три из которых отстоял на ноль.
В 1995—1997 годах Кэннон обучался в Университете Санта-Клары, где получил степень бакалавра политологии. Играя за университетскую футбольную команду «Санта-Клара Бронкос», в сезоне 1995 был включён в третью всеамериканскую символическую сборную NCAA.

### Клубная карьера
В начале 1998 года Кэннон на Драфте колледжей MLS не был выбран, после чего на Драфте Эй-лиги был выбран клубом «Сан-Франциско Бэй Силс», но в апреле 1998 года он подписал контракт с другим клубом Эй-лиги «Сан-Диего Флэш». По итогам сезона 1998 Кэннон был включён во вторую символическую сборную Эй-лиги.
26 января 1999 года Кэннон подписал контракт с клубом MLS «Сан-Хосе Клэш». За «Клэш» он дебютировал 17 апреля 1999 года в матче против «Ди Си Юнайтед», выйдя в стартовом составе, так как основной вратарь клуба Дэвид Крамер не смог сыграть из-за травмы плеча. После того как Крамер выбыл до конца сезона 1999 из-за продолжившихся проблем с плечом, он защищал ворота «Клэш» в последних 18 матчах года. Оставался основным вратарём клуба, переименованного в конце 1999 года в «Сан-Хосе Эртквейкс», в последующих трёх сезонах. С 26 октября по 10 декабря 2000 года тренировался с клубом английской Премьер-лиги «Манчестер Юнайтед». В сезоне 2001 помог «Эртквейкс» завоевать Кубок MLS. Отбирался на Матч всех звёзд MLS в 2001 и 2002 годах. В январе 2002 года тренировался с клубом французского Дивизиона 1 «Мец». По итогам сезона 2002 Кэннон был назван вратарём года в MLS.
В январе 2003 года проходил просмотр в нидерландском «Фейеноорде», но не подошёл роттердамскому клубу. 26 января 2003 года Кэннон подписал контракт с клубом французской Лиги 1 «Ланс» на шесть месяцев. Он был сменщиком Шарля Итанжа и не сыграл ни одного матча за клуб.
19 августа 2003 года Кэннон вернулся в MLS, став игроком «Колорадо Рэпидз», который выменял права на него в лиге у «Сан-Хосе Эртквейкс» на три драфт-пика. В клубе он первоначально рассматривался в качестве дублёра для Скотта Гарлика. За «Рэпидз» дебютировал 25 октября 2003 года в матче заключительного тура сезона против «Даллас Бёрн», заменив Гарлика с началом второго тайма. В плей-офф сезона 2003 стал основным вратарём клуба. По итогам сезона 2004 Кэннон был во второй раз назван вратарём года в MLS и был включён в символическую сборную MLS, а также номинировался на звание самого ценного игрока MLS. 17 сентября 2005 года в матче против «Ди Си Юнайтед» получил растяжение брюшной мышцы, из-за чего пропустил следующие пять матчей. 5 апреля 2006 года Кэннон подписал новый многолетний контракт с «Колорадо Рэпидз», став самым высокооплачиваемым вратарём в MLS. Был отобран на Матч всех звёзд MLS 2006.
1 декабря 2006 года «Колорадо Рэпидз» обменял Кэннона в «Лос-Анджелес Гэлакси» на Эркулеса Гомеса и Уго Ихемелу, также клубы обменялись пиками второго раунда Супердрафта MLS 2007. За «Гэлакси» он дебютировал 8 апреля 2007 года в матче стартового тура сезона против «Хьюстон Динамо».
10 января 2008 года Кэннон был продан в «Сан-Хосе Эртквейкс» за распределительные средства. По окончании сезона 2008 «Куэйкс» не стал продлевать контракт с Кэнноном, но в феврале 2009 года клуб переподписал игрока, после того как он согласился пойти на понижение зарплаты. 17 августа 2010 года на тренировке сломал левую лодыжку, из-за чего пропустил оставшуюся часть сезона.
24 ноября 2010 года на Драфте расширения MLS Кэннон был выбран клубом «Ванкувер Уайткэпс». В сезоне 2011 он защищал ворота клуба попеременно с Джеем Нолли. За «Уайткэпс» дебютировал 26 марта 2011 года в матче против «Филадельфии Юнион». 17 сентября 2011 года против «Лос-Анджелес Гэлакси» сыграл свой 300-й матч в MLS. По окончании сезона 2011 «Уайткэпс» не продлил контракт с Кэнноном, но 5 декабря 2011 года клуб переподписал игрока. На протяжении большей части сезона 2012 он был основным вратарём клуба, но в последних восьми матчах играл Брэд Найтон. С началом сезона 2013 он вернулся в стартовый состав, но после первых 10 матчей был вновь вытеснен Найтоном. По окончании сезона 2013 «Ванкувер Уайткэпс» не продлил контракт с Кэнноном.
Кэннон был доступен на Драфте возвращений MLS 2013, но остался невыбранным.

### Международная карьера
23 декабря 2002 года Кэннон был вызван в тренировочный лагерь сборной США перед товарищеским матчем со сборной Канады 18 января 2003 года. Был включён в состав сборной на Кубок конфедераций 2003. В последнем контрольном матче перед турниром, 8 июня 2003 года со сборной Новой Зеландии, дебютировал за сборную США, выйдя на замену с началом второго тайма вместо Маркуса Ханеманна. Во второй и в последний раз за сборную США сыграл 19 марта 2005 года в товарищеском матче со сборной Гондураса, в котором вышел в стартовом составе и в перерыве между таймами был заменён на Кевина Хартмана.

## Постспортивная деятельность
В марте 2014 года Кэннон начал комментировать матчи «Сан-Хосе Эртквейкс» на местной радиостанции KLIV.
3 апреля 2017 года Кэннон был назначен главным тренером клуба «Берлингейм Дрэгонз» из Премьер-лиги развития. В октябре 2017 года клуб прекратил существование.

## Достижения
Командные
 «Сан-Хосе Эртквейкс»
- Чемпион MLS (обладатель Кубка MLS): 2001

Индивидуальные
- Вратарь года в MLS: 2002, 2004
- Член символической сборной MLS: 2004
- Участник Матча всех звёзд MLS: 2001, 2002, 2006